# Magnus L’Abée-Lund
Magnus L’Abée-Lund (* 4. Juni 1988) ist ein norwegischer Biathlet.
Magnus L’Abée-Lund begann seine internationale Karriere bei den Junioren-Weltmeisterschaften 2007 in Martell, wo er 18. im Einzel, 14. des Sprints, Zehnter der Verfolgung und mit Espen Årvag und Tarjei Bø Silbermedaillengewinner im Staffelrennen wurde. Ein Jahr später trat er in Ruhpolding erneut an und belegte die Plätze 24 im Einzel, 31. im Sprint, 16. des Verfolgungsrennen und mit Dag Erik Kokkin, Anders Hennum und Arild Askestad erneut Gewinner der Silbermedaille im Staffelwettbewerb. In Martell gab er 2010 sein Debüt im IBU-Cup der Männer. Bislang ist hier der 33. Platz seines ersten Sprints das beste Resultat.
National gewann L’Abée-Lund 2008 in Stryn mit Askestad, Stian Eckhoff und Halvard Hanevold mit der Vertretung der Provinzen Oslo og Akershus den Titel. 2010 wiederholte er diesen Erfolg mit Martin Eng, Christian Sæten und seinem Bruder Henrik L’Abée-Lund in Simostranda.